# Зауэрландский диалект
Зауэрландский диалект (нем. Sauerländer Platt, также — Siuerlänner Platt) — диалект Зауэрланда. Относится к западнонижненемецким диалектам, точнее — к вестфальской группе. Имеет характерные для всех вестфальских диалектов изменения в дифтонгах. Подобно другим диалектам, зауэрландский распадается на множество местных вариантов, отличающихся друг от друга малыми фонетическими сдвигами и лексикой.
Под влиянием верхненемецкого значение диалекта существенно снизилось, поэтому он больше не используется как разговорный язык. Лишь немногие жители Зауэрланда более или менее способны говорить в диалекте. Для его сохранения в 2001 году был создан архив, расположенный в Штертшультернхофе.